# Encarnación Fernández
Pour les articles homonymes, voir Fernández.
Encarnación Fernández, née le 15 janvier 1901 et morte le 17 décembre 1996, est une comédienne espagnole.

## Biographie
Encarnación Fernández devient populaire dans les années 1920, en jouant dans d'importantes pièces de théâtre de l'époque et fait carrière en Argentine.
Elle fait partie en 1926 de la "Gran Compañía Nacional de Revistas", avec Iris Marga, Carmen Lamas, Dora Gález, Hortensia Arnaud, Pepe Arias et Leopoldo Simari.
Elle rejoint en 1937 l'équipe de Radio El Mundo, avec Niní Marshall.